# Upie
Upie est une commune française située dans le département de la Drôme, en région Auvergne-Rhône-Alpes.
Avec une population de 1 532 habitants en 2022 et une superficie de 1 953 hectares, la commune fait partie des communes peu ou très peu denses, au sens de la grille communale de densité de l'Insee.

## Géographie

### Localisation
Rattachée à la communauté d'agglomération Valence Romans Agglo, la commune d'Upie est située dans la vallée du Rhône, à 13 km au sud de Chabeuil (chef-lieu du canton), à 20 km au sud de Valence, à 15 km au nord-est de Livron-sur-Drôme et à 12 km au nord de Crest.

### Relief et géologie
Sites particuliers :
- Mont Miéry (335 m) ;
- Serrelong (281 m).

### Hydrographie
La commune est arrosée par les cours d'eau suivants :
- le Sanguinaire ;
- Ruisseau de Jalatte ;
- Ruisseau de Loye (ou le Pétochin d'une longueur de 16,93 kilomètres[2]) ;
- Ruisseau de Riaille ;
- Ruisseau d'Ourches.

### Climat
Pour des articles plus généraux, voir Climat d'Auvergne-Rhône-Alpes et Climat de la Drôme.
En 2010, le climat de la commune est de type climat méditerranéen altéré, selon une étude du Centre national de la recherche scientifique s'appuyant sur une série de données couvrant la période 1971-2000. En 2020, Météo-France publie une typologie des climats de la France métropolitaine dans laquelle la commune est dans une zone de transition entre le climat de montagne et le climat méditerranéen et est dans la région climatique  Moyenne vallée du Rhône, caractérisée par un bon ensoleillement en été (fraction d’insolation > 60 %), une forte amplitude thermique annuelle (4 à 20 °C), un air sec en toutes saisons, orageux en été, des vents forts (mistral), une pluviométrie élevée en automne (250 à 300 mm). 
Pour la période 1971-2000, la température annuelle moyenne est de 12,2 °C, avec une amplitude thermique annuelle de 17,5 °C. Le cumul annuel moyen de précipitations est de 888 mm, avec 7,5 jours de précipitations en janvier et 4,7 jours en juillet. Pour la période 1991-2020, la température moyenne annuelle observée sur la station météorologique de Météo-France la plus proche, « Étoile », sur la commune d'Étoile-sur-Rhône à 8 km à vol d'oiseau, est de 13,5 °C et le cumul annuel moyen de précipitations est de 904,5 mm,. Pour l'avenir, les paramètres climatiques de la commune estimés pour 2050 selon différents scénarios d'émission de gaz à effet de serre sont consultables sur un site dédié publié par Météo-France en novembre 2022.

## Urbanisme

### Typologie
Au 1er janvier 2024, Upie est catégorisée bourg rural, selon la nouvelle grille communale de densité à 7 niveaux définie par l'Insee en 2022.
Elle appartient à l'unité urbaine de Beaumont-lès-Valence, une agglomération intra-départementale dont elle est une commune de la banlieue,. Par ailleurs la commune fait partie de l'aire d'attraction de Valence, dont elle est une commune de la couronne,. Cette aire, qui regroupe 71 communes, est catégorisée dans les aires de 200 000 à moins de 700 000 habitants,.

### Occupation des sols
L'occupation des sols de la commune, telle qu'elle ressort de la base de données européenne d’occupation biophysique des sols Corine Land Cover (CLC), est marquée par l'importance des territoires agricoles (72,1 % en 2018), en diminution par rapport à 1990 (73,1 %). La répartition détaillée en 2018 est la suivante : terres arables (58,7 %), forêts (25,6 %), zones agricoles hétérogènes (12,1 %), zones urbanisées (2,4 %), prairies (1,3 %). L'évolution de l’occupation des sols de la commune et de ses infrastructures peut être observée sur les différentes représentations cartographiques du territoire : la carte de Cassini (XVIIIe siècle), la carte d'état-major (1820-1866) et les cartes ou photos aériennes de l'IGN pour la période actuelle (1950 à aujourd'hui).

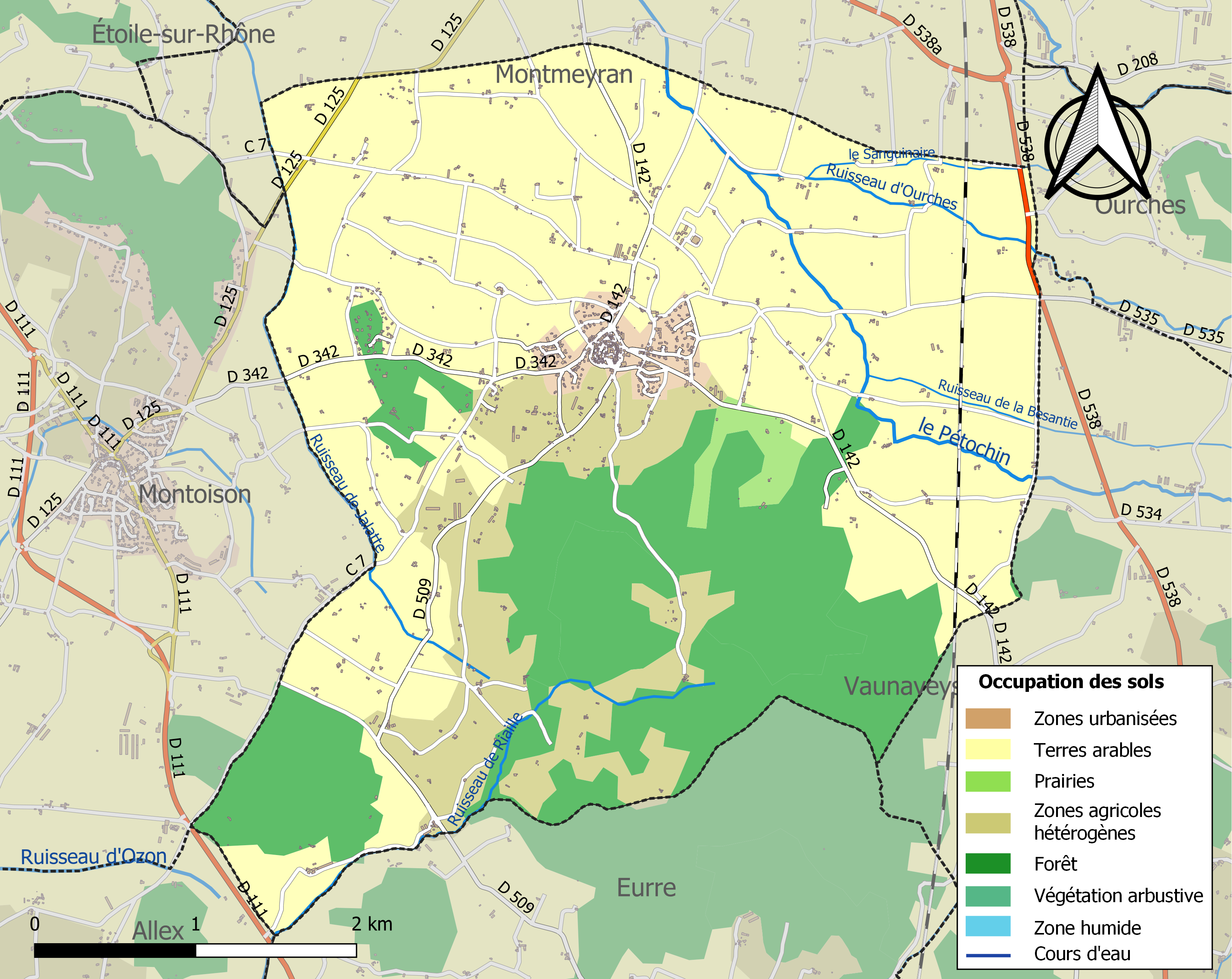
Carte des infrastructures et de l'occupation des sols de la commune en 2018 (CLC).

### Morphologie urbaine
Village perché, maisons en terrasse.

#### Quartiers, hameaux et lieux-dits
Site Géoportail (carte IGN) :
- Barthalène
- Beauregard
- Bellevue
- Bois de Beauplanel
- Bourbousson
- Bouvier
- Chabeluc
- Chabonnet
- Chambaud
- Champ Girard
- Côte Froide
- Coucourdon
- Dardus
- Didier
- Favier
- Fournier
- Fricadon
- Gresse
- Guillambelle
- la Ferlette
- la Freydière
- la Lioure
- l'Alouette
- la Maladière
- la Martine
- la Tapie
- la Vialle
- le Calvaire
- le Cognet
- le Milanais
- les Blaches (est)
- les Blaches (ouest)
- les Bruyèras
- les Chaberts
- les Chanetons
- les Chatans
- les Chaux
- les Combes
- les Cornerets
- les Echevis
- les Grandes Terres
- les Grands Gourds
- les Manchères
- les Naurouzes
- les Pins
- les Plots
- les Quintonnes
- les Riailles
- les Sapins
- les Trides
- les Tuilières
- les Valletons
- les Vésonières
- les Vignarets
- Lion
- Marcellin
- Marcou
- Maugrasse
- Miéry
- Mignon
- Montmillan
- Moulin d'Angrane
- Pascadelle
- Picat
- Rabot
- Rigaud
- Romezon
- Ruinelle
- Saint-Baudile
- Sallecru
- Vaugelas

### Voies de communication et transport
Le territoire communal est situé à l'écart des grandes voies de circulation mais il est traversé par quelques routes secondaires qui relient le bourg avec les communes voisines :
- la route départementale 142 (RD142) qui relie Vaunaveys-la-Rochette à Montmeyran après avoir traversé le bourg ;
- la route départementale 342 (RD342) qui relie le bourg à la commune de Montoison ;
- la route départementale 509 (RD509) qui relie le bourg à Crest par Eurre.

### Risques naturels et technologiques

#### Risques sismiques
La totalité du territoire de la commune d'Upie est situé en zone de sismicité no 3 (sur une échelle de 5), comme la plupart des communes situées dans la vallée du Rhône.
| Type de zone | Niveau            | Définitions (bâtiment à risque normal) |
| ------------ | ----------------- | -------------------------------------- |
| Zone 3       | Sismicité modérée | accélération = 1,1 m/s2                |

## Toponymie

### Attestations
Dictionnaire topographique du département de la Drôme :
- 1231 : castrum de Ulpiano (Bull. d'hist. ecclés., VIII, 207).
- 1238 : castrum Upiani (Gall. christ., XVI, 114).
- 1307 : Upianum (archives de la Drôme, E 453).
- 1391 : le Chastel du Piet (choix de documents, 213).
- 1421 : Upian et Upien (Duchesne, Comtes de Valentinois, 6 et 71).
- 1442 : castrum Uppiani (choix de documents, 275).
- XVe siècle : mention de la paroisse : cura Upiani (pouillé de Valence).
- 1617 : Ulpian (terrier de Montvendre).
- 1627 : Uppie (rôle de corvées).
- 1685 : Hupie (rôle de tailles).
- 1891 : Upie, commune du canton de Chabeuil.

### Étymologie
L'étymologie du nom Upie serait « difficile à déterminer car on ne connaît pas de nom analogue dans le Dauphiné ou dans les provinces voisines, ni de radical celtique capable de l'expliquer »[source insuffisante].
Le latin nous donne une possibilité : Ulpianus.

## Histoire

### Protohistoire
Durant la période antique, le territoire d'Upie appartient à la tribu gauloise des Segovellaunes.

### Antiquité: les Gallo-romains
Au Ier siècle avant notre ère, le territoire de la commune entre dans l'Histoire avec l'occupation romaine. Le général Marius traverse ce territoire.
De nombreuses découvertes datant de l'époque romaine ont été effectuées au lieu-dit Champ de Bataille.

### Du Moyen Âge à la Révolution
La seigneurie :
- Au point de vue féodal, Upie était une terre (ou seigneurie) du patrimoine des comtes de Valentinois.
- 1521 : elle est acquise par les Peccat.
- Elle est cédée aux Rabot.
- 1544 : elle est échangée contre celle d'Illins avec Diane de Poitiers.
- Elle passe aux Gelas de Léberon.
- 1784 : vendue aux Vesc, derniers seigneurs.

Démographie :
- 1688 : 140 familles.
- 1787 : 217 habitants.

Avant 1790, Upie était une communauté de l'élection et subdélégation de Valence et de la sénéchaussée de Crest.

Elle formait une paroisse du diocèse de Valence dont les dîmes appartenaient au prieur du lieu qui présentait à la cure (voir Saint-Baudille).

#### Saint-Baudille
Dictionnaire topographique du département de la Drôme :
- XIVe siècle : mention du prieuré : prioratus de Upiano (pouillé de Valence).
- XVe siècle : mention de l'église : ecclesia Sancti Baudilli (pouillé de Valence).
- 1549 : mention de l'église : ecclesia Sancti Bodilli (rôle de décimes).
- 1641 : mention du prieuré : le prioré d'Huppie (rôle de décimes).
- 1690 : Sainte-Serville et Sainte-Baudille (archives de la Drôme, B 815).
- XVIIIe siècle : Saint Bodille (carte de Cassini).
- 1891 : Saint-Baudille, chapelle et cimetière de la commune d'Upie.

Ancien prieuré de l'ordre de Saint-Benoît (de la dépendance de l'abbaye de Saint-Géraud d'Aurillac) connu dès 1315. Son titulaire était collateur et décimateur dans la paroisse d'Upie.

### De la Révolution à nos jours
En 1790, la commune est comprise dans le canton d'Étoile. La réorganisation de l'an VIII (1799-1800) la place dans le canton de Chabeuil.

## Politique et administration

### Administration municipale
En 2019, le conseil municipal d'Upie est composé de dix-neuf membres (dix hommes et neuf femmes) dont un maire, quatre adjoints au maire, et quatorze conseillers municipaux. La moyenne d'âge de cette assemblée est de 58 ans,.
En 2020, le conseil municipal est composé du maire, de cinq adjoints et de treize conseillers municipaux[source insuffisante].

### Liste des maires
| Période                                                                      | Période                        | Identité                                    | Étiquette        | Qualité               |
| ---------------------------------------------------------------------------- | ------------------------------ | ------------------------------------------- | ---------------- | --------------------- |
| Les données manquantes sont à compléter. : de la Révolution au Second Empire |                                |                                             |                  |                       |
| 1790                                                                         | 1871                           | ?                                           |                  |                       |
| Les données manquantes sont à compléter. : depuis la fin du Second Empire    |                                |                                             |                  |                       |
| 1871                                                                         | 1874                           | ?                                           |                  |                       |
| 1874                                                                         | 1878                           | ?                                           |                  |                       |
| 1878                                                                         | 1884                           | ?                                           |                  |                       |
| 1884                                                                         | 1888                           | ?                                           |                  |                       |
| 1888                                                                         | 1892                           | ?                                           |                  |                       |
| 1892                                                                         | 1896                           | ?                                           |                  |                       |
| 1896                                                                         | 1900                           | ?                                           |                  |                       |
| 1900                                                                         | 1904                           | ?                                           |                  |                       |
| 1904                                                                         | 1908                           | ?                                           |                  |                       |
| 1908                                                                         | 1912                           | ?                                           |                  |                       |
| 1912                                                                         | 1919                           | ?                                           |                  |                       |
| 1919                                                                         | 1925                           | ?                                           |                  |                       |
| 1925                                                                         | 1929                           | ?                                           |                  |                       |
| 1929                                                                         | 1935                           | ?                                           |                  |                       |
| 1935                                                                         | 1945                           | ?                                           |                  |                       |
| 1945                                                                         | 1947                           | ?                                           |                  |                       |
| 1947                                                                         | 1953                           | ?                                           |                  |                       |
| 1953                                                                         | 1959                           | ?                                           |                  |                       |
| 1959                                                                         | 1965                           | ?                                           |                  |                       |
| 1965                                                                         | 1971                           | ?                                           |                  |                       |
| 1971                                                                         | 1977                           | ?                                           |                  |                       |
| 1977                                                                         | 1983                           | ?                                           |                  |                       |
| 1983                                                                         | 1989                           | René Arnoux                                 |                  |                       |
| 1989                                                                         | 1995                           | ?                                           |                  |                       |
| 1995                                                                         | 2001                           | ?                                           |                  |                       |
| 2001                                                                         | 2008                           | Alain Terrasse                              |                  |                       |
| 2008                                                                         | 2014                           | Martine Vincenot                            |                  |                       |
| 2014                                                                         | 2020                           | Jean-Jacques Bruschini                      | (sans étiquette) | professeur des écoles |
| 2020                                                                         | En cours (au 22 décembre 2020) | Jean-Jacques Bruschini[source insuffisante] |                  | maire sortant         |

### Rattachements administratifs et électoraux
Upie est une commune adhérente à la Communauté d'agglomération Valence Romans Agglo créée le 1er janvier 2017.

## Population et société

### Démographie
Les habitants d'Upie sont dénommés les Upiens et les habitantes sont dénommées Upiennes.
L'évolution du nombre d'habitants est connue à travers les recensements de la population effectués dans la commune depuis 1793. Pour les communes de moins de 10 000 habitants, une enquête de recensement portant sur toute la population est réalisée tous les cinq ans, les populations de référence des années intermédiaires étant quant à elles estimées par interpolation ou extrapolation. Pour la commune, le premier recensement exhaustif entrant dans le cadre du nouveau dispositif a été réalisé en 2004.

En 2022, la commune comptait 1 532 habitants, en évolution de +0,2 % par rapport à 2016 (Drôme : +2,64 %, France hors Mayotte : +2,11 %).
| 1793 | 1800 | 1806  | 1821  | 1831  | 1836  | 1841  | 1846  | 1851  |
| ---- | ---- | ----- | ----- | ----- | ----- | ----- | ----- | ----- |
| 939  | 886  | 1 114 | 1 177 | 1 323 | 1 353 | 1 330 | 1 419 | 1 455 |

| 1856  | 1861  | 1866  | 1872  | 1876  | 1881  | 1886  | 1891  | 1896  |
| ----- | ----- | ----- | ----- | ----- | ----- | ----- | ----- | ----- |
| 1 358 | 1 332 | 1 308 | 1 310 | 1 306 | 1 204 | 1 174 | 1 146 | 1 211 |

| 1901  | 1906  | 1911  | 1921 | 1926 | 1931 | 1936 | 1946 | 1954 |
| ----- | ----- | ----- | ---- | ---- | ---- | ---- | ---- | ---- |
| 1 082 | 1 115 | 1 034 | 918  | 909  | 845  | 824  | 835  | 826  |

| 1962 | 1968 | 1975 | 1982 | 1990 | 1999  | 2004  | 2006  | 2009  |
| ---- | ---- | ---- | ---- | ---- | ----- | ----- | ----- | ----- |
| 780  | 718  | 742  | 938  | 956  | 1 096 | 1 213 | 1 314 | 1 432 |

| 2014  | 2019  | 2022  | - | - | - | - | - | - |
| ----- | ----- | ----- | - | - | - | - | - | - |
| 1 529 | 1 519 | 1 532 | - | - | - | - | - | - |

### Enseignement
La commune relève de l'académie de Grenoble.
Elle dispose d'un groupe scolaire (comprenant une école maternelle et une école élémentaire) situé dans le bourg et qui présentait un effectif de 84 élèves lors de la rentrée scolaire de 2018/2019.

### Manifestations culturelles et festivités
- La Fête des bouviers et des laboureurs de la Drôme (communale[15]) est célébrée, depuis le début du XXe siècle, le deuxième dimanche du mois de janvier. De nombreuses animations sont proposées dont un bal et un corso fleuri[31].

Cette fête commémore la célébration du « roi des bouviers », fête ancestrale des campagnes de la région, organisée autrefois en plein cœur de l'hiver[réf. nécessaire].

### Loisirs
- Réserve de chasse[15].

### Médias
Le territoire de la commune se situe dans l'aire de diffusion de plusieurs médias :
- Presse écrite
  - Le Dauphiné libéré, quotidien régional qui consacre, chaque jour, y compris le dimanche, dans son édition de « Romans et Drôme des collines » un ou plusieurs articles à l'actualité du canton et de la commune, ainsi que des informations sur les éventuelles manifestations locales, les travaux routiers, et autres événements divers à caractère local.
  - L'Agriculture Drômoise, journal d'informations agricoles et rurales, couvre l'ensemble du département de la Drôme.
  - Drôme Hebdo (ancien Peuple Libre), hebdomadaire chrétien d'informations.
- Presse audio-visuelle
  - Ici Drôme Ardèche est une radio publique diffusée sur son territoire.

### Cultes
- La communauté catholique et l'église d'Upie (propriété de la commune) dépendent de la Paroisse Sainte Famille du Crestois qui est rattachée au diocèse de Valence[32].
- La paroisse protestantes de « La Véore » relève de l'Église protestante unie et couvre les communautés protestantes d'Upie et des communes riveraines[33].

## Économie

### Agriculture
En 1992 : céréales, polyculture, ovins.
- Marché : le jeudi[15].

## Culture locale et patrimoine

### Lieux et monuments

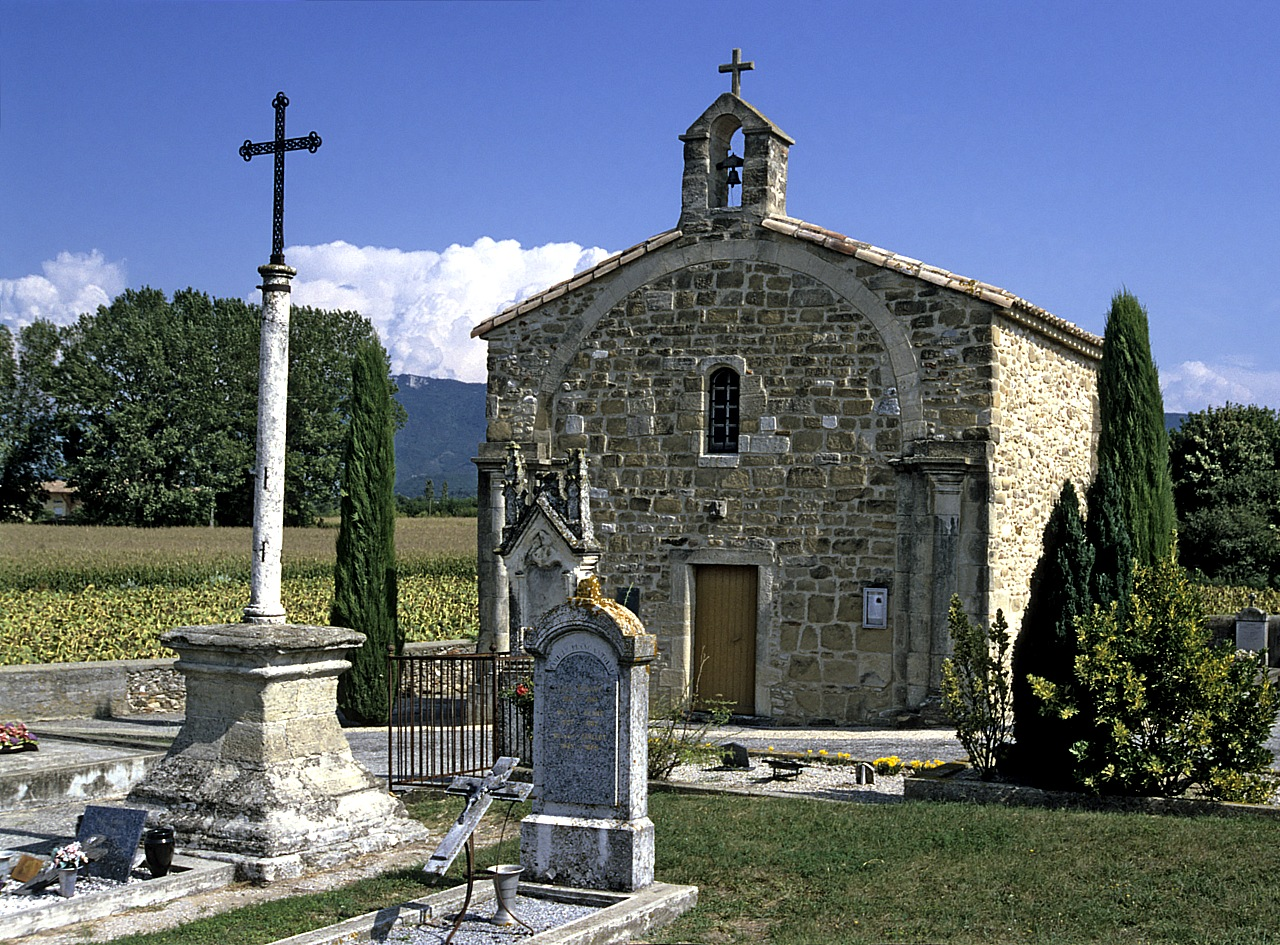
Chapelle Saint-Baudille d'Upie.

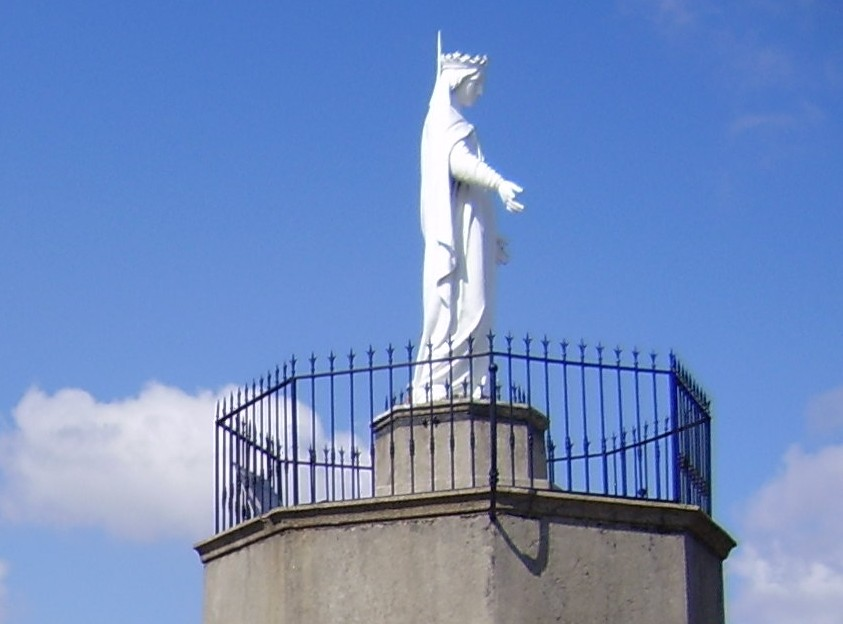
Notre-Dame de Miery.

- Ruines du château fort (au nord du mont Miery)[15].
- Vestiges de l'enceinte du village[réf. nécessaire].
- Chapelle du cimetière (MH) et restes du prieuré[15].

La chapelle Saint-Baudille (XIIe siècle) correspond au chœur de l'église d'un ancien prieuré bénédictin. L'édifice est situé dans l'enceinte du cimetière d'Upie. Il est inscrit à l'inventaire supplémentaire des Monuments Historiques[réf. nécessaire].
- Maison noble : portail[15].
- Église Saint-Pierre d'Upie (XIXe siècle)[15].
- Statue de la Vierge (XIXe siècle[réf. nécessaire]).

Au lieu-dit Vaugelas se trouve une église médiévale.

### Patrimoine culturel
- Artisanat d'art[15].

### Patrimoine naturel
- Le parc zoologique privé dénommé le Zoo d'Upie - Le jardin aux oiseaux. Créé en 1976 à partir d'une initiative privée par un passionné d'oiseaux, ce parc zoologique de six hectares présente de nombreuses espèces d'oiseaux.

### Personnalités liées à la commune
- Jean de Rabot (XVe siècle) : seigneur d'Upie, ministre de la Justice du royaume de Naples sous l'occupation française (1494-1495).
- Jean-Paul Didier, né à Upie en 1758 dans le Dauphiné, exécuté le 10 juin 1816 à Grenoble, avocat, personnalité politique, professeur de droit à Grenoble et enfin conspirateur.
- Paul Mially (né à Upie en 1909) : résistant[35], exécuté le 23 avril 1944 à Vassieux-en-Vercors (Drôme)[36].

### Héraldique, logotype et devise
| Blason de Upie | Blason  | D'argent à cinq pals flamboyants de gueules, deux mouvant du chef et trois mouvant de la pointe; au chef d'azur chargé d'un lion léopardé d'or. |
| Blason de Upie | Détails | Le statut officiel du blason reste à déterminer.                                                                                                |